# قدرت‌الله ایزدی
قدرت‌الله ایزدی معروف به رشید (زادهٔ ۴ تیر ۱۳۳۵) بازیگر، کمدین و آموزگار ایرانی است. او در سال ۱۳۵۸ به عنوان دبیر و آموزگار در آموزش و پرورش استخدام شد و مدتی هم ناظم بود. او در سال ۱۳۶۴ از طریق صدا و سیمای مرکز اصفهان وارد کار بازیگری شد و در سال ۱۳۶۵ نخستین تئاتر خود را به روی صحنه برد. ایزدی در کنار فعالیت هنری به شغل معلمی نیز ادامه داد.
از نقش‌های او می‌توان به کارآگاه رشید، بازگشت لوک‌خوش‌شانس، شمعدونی و مگه تموم عمر چندتا بهاره اشاره کرد.

## زندگی
قدرت‌الله ایزدی در ۴ تیر ۱۳۳۵ در گزبرخوار از توابع شهرستان برخوار و میمه در استان اصفهان به دنیا آمد. پدرش سنگبری داشت و او و برادرانش هم در این حرفه با پدر همراه بودند. وی دو برادر و دو خواهر داشت که او فرزند دوم خانواده می باشد. ایزدی در سال ۱۳۵۸ به عنوان دبیر در وزارت آموزش و پرورش استخدام شد و مدتی هم ناظم مدرسه بود. اما در سال ۱۳۶۴ از طریق صدا و سیمای مرکز اصفهان وارد دنیای بازیگری شد. با این حال پس از آن در کنار فعالیت هنری شغل معلمی را هم ادامه داده است.
قدرت الله ایزدی تا دیپلم، تحصیلات خود را در رشته ادبیات ادامه داده و سپس در سال ۱۳۵۸ وارد حوزه آموزش و پرورش شد. قدرت الله ایزدی به دلیل مخارج زندگی و نیازمند کار بودن، بخشی از تحصیلات خود را بصورت شبانه سپری کرد.

#### ازدواج و زندگی متاهلی
این بازیگر در سال ۵۸ با یکی از آشنایان دور خود ازدواج کرد و حاصل این ازدواج دو فرزند دختر و دو فرزند پسر است.کتایون و سارا نام دختران او است. کمال و علیرضا، پسران قدرت‌الله ایزدی هر دو در عرصه بازیگری فعالیت دارند و در سریال کارآگاه رشید نقش‌آفرینی کردند.
او همسرش را در یکی از مهمانی‌های خانوادگی دید. در آن زمان، مانند امروز، آزادی زیادی برای شناخت بیشتر دختر و پسر وجود نداشت. ایزدی از خصوصیات همسرش از فامیل شنیده بود و با یک شناخت نسبی از او زندگی مشترکش را شروع کرد.
او در مورد آشنایی با همسرش گفت: «راستش از آنجا که پدر همسرم دو متر و پنج سانت قد داشت، مادر همسرم اول کمی متعجب شد. اما از آنجا که عاشق همسرم شده بودم، عزمم را جزم کردم که هر طوری شده ازدواج کنم.»

## فعالیت
ماجرای بازیگر شدن قدرت‌الله ایزدی از زبان خودش:
یک روز در سال ۱۳۶۴، با یک موتور گازی از کنار جمعی در پل خواجو که مشغول تصویر برداری بودند رد شدم. کنجکاو شدم و جلو رفتم. موضوع فیلم در رابطه با مردی بود که دقایق زیادی در تلفن عمومی همه را معطل خود کرده بود. کارگردان از افراد انتخابی می‌خواست که جلو بروند و با مرد مورد نظر دعوا کنند.»
او می‌گوید: «هیچ‌کس این کار را درست انجام نمی‌داد. من رفتم جلو و با حالت جدی گفتم: آقا بیا بیرون، همه را معطل کرده‌ای. او بیرون آمد و گفت: تو چی می‌گی؟ من با حالت طنز جواب دادم: آقا بفرمایید بیرون، همه معطل شما هستند.»
ایزدی می‌گوید: «در آن لحظه همه خندیدند و کارگردان خیلی خوشش آمد. از من درخواست کرد به صدا و سیما بروم و تست بازیگری بدهم. از آن وقت بود که من وارد عرصه بازیگری شدم.»
نقش آقا رشید در سریال «خواستگاری» (۱۳۶۵) شکل گرفت. به دلیل کوتاهی قد، به دنبال اسمی بود که با قدش در تضاد باشد. بنابراین، اسم «رشید» را انتخاب کرد و شخصیت رشید از همان جا به وجود آمد.

## فیلم‌شناسی

### تئاتر
| سال  | نام                 | مکان                        |
| ---- | ------------------- | --------------------------- |
| ۱۳۶۵ | خواستگاری           | اصفهان                      |
| ۱۳۶۵ | ساعت ۳              | اصفهان، تئاتر صفحه          |
| ۱۳۷۵ | رؤیای ژاپن          | اصفهان، سینما تئاتر چهارباغ |
| ۱۳۷۶ | عروس نمایشگاه       | اصفهان، تئاتر چهارباغ       |
| ۱۳۷۷ | افسانه              | اصفهان، سینما تئاتر چهارباغ |
| ۱۳۸۰ | تئاتر در صحنه       | اصفهان، شبکه تهران          |
| ۱۳۸۲ | یک در دو هزار دردسر | اصفهان، تالار فرشچیان       |

### سینما
| سال  | نام                 | کارگردان         | نقش           |
| ۱۳۷۰ | اتل متل توتوله      | ایرج طهماسب      |               |
| ۱۳۷۳ | سفر به‌خیر           | داریوش مؤدبیان   | رانندهٔ اتوبوس |
| ۱۳۹۱ | بازگشت لوک خوش شانس | مجید کاشی فروشان | دالتون        |
| ۱۴۰۲ | مفت‌بر               | عادل تبریزی      |               |
| ۱۴۰۳ |                     | سهیل موفق        |               |
| ۱۴۰۴ | گلدان شیشه‌ای        | امیر پروانه      |               |
| ---- | ------------------- | ---------------- | ------------- |

### مجموعهٔ نمایش خانگی
| سال  | نام                      | کارگردان      | نقش        |
| ---- | ------------------------ | ------------- | ---------- |
| ۱۴۰۱ | معرکه                    | کیوان تاج‌فر   | شرکت‌کننده  |
| ۱۴۰۲ | مگه تموم عمر چندتا بهاره | سروش صحت      | جلال ربانی |
| ۱۴۰۳ | جوکر ۲                   | احسان علیخانی | شرکت‌کننده  |

### مجموعهٔ تلویزیونی
| سال  | نام               | کارگردان        | نقش          |
| ---- | ----------------- | --------------- | ------------ |
| ۱۳۷۰ | دنیای آینده       | امیر جغتایی     |              |
| ۱۳۷۴ | برای آخرین بار    | مرتضی هرندی     |              |
| ۱۳۷۵ | گردو              | محمد روضاتی     |              |
| ۱۳۷۷ | خشت اول           | حسین احمدی      |              |
| ۱۳۸۰ | سفر سبز           | محمود صفایی     |              |
| ۱۳۸۱ | ارثیه پدری        | حسین احمدی      |              |
| ۱۳۸۳ | یکی بود یکی نبود  | محمد روضاتی     |              |
| ۱۳۸۵ | اینجا خانه من است | منصور اکبر فلاح |              |
| ۱۳۸۵ | کارآگاه رشید      | سیدمحسن موسویان | رشید         |
| ۱۳۸۶ | سکسکه بی‌بی        | آرش رنجبر       |              |
| ۱۳۸۶ | بخاطر من          | منصور اکبر فلاح |              |
| ۱۳۸۸ | الم شنگه          | قدرت‌الله ایزدی  | رشید         |
| ۱۳۸۹ | مروارید           |                 |              |
| ۱۳۹۲ | کلاه تو کلاه      | هادی رحیمی خواص | راننده تاکسی |
| ۱۳۹۳ | رشید حرفه‌ای       | مجید کاشی‌فروشان | رشید         |
| ۱۳۹۳ | شمعدونی           | سروش صحت        | دایی جلال    |
| ۱۳۹۶ | ببین و بپز        |                 | دستیار آشپز  |
| ۱۳۹۸ | آدم‌آهنی           | رحیم بهبودی‌فر   |              |
| ۱۴۰۳ | چهارپایه          |                 | مجری         |
| ۱۴۰۳ | ماه عسل           | منوچهر هادی     |              |

## سایر فعالیت‌ها
- فعالیت‌های فرهنگی در ارگان‌ها و نهادهای مختلف در کشور
- فعالیت‌های فرهنگی و اجرای برنامه‌های هنری در خارج از کشور از طریق ارتباطات اسلامی تهران

## جوایز
- قدرت‌الله ایزدی برای بازی در مجموعه مگه تموم عمر چندتا بهاره نامزد و برنده جایزه حافظ بهترین بازیگر مرد کمدی از جشن حافظ ۱۴۰۳ و جوکر ۲ (مجموعه نمایش خانگی) شد.